# Бродвју Хајтс (Охајо)
Бродвју Хајтс (енгл. Broadview Heights) град је у америчкој савезној држави Охајо.

## Демографија
По попису из 2010. године број становника је 19.400, што је 3.433 (21,5%) становника више него 2000. године.
| Група             | 2000.          | 2010.          |
| Белци             | 15.069 (94,4%) | 17.403 (89,7%) |
| Афроамериканци    | 126 (0,8%)     | 400 (2,1%)     |
| Азијати           | 480 (3,0%)     | 1.000 (5,2%)   |
| Хиспаноамериканци | 147 (0,9%)     | 353 (1,8%)     |
| Укупно            | 15.967         | 19.400         |